# یفتاح

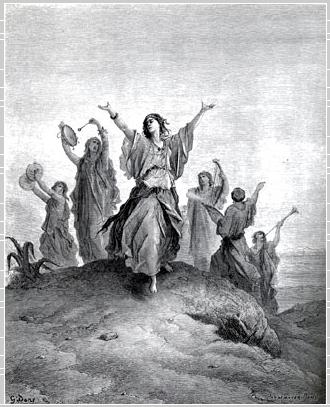
در اسرائیل عادت شد که هر ساله دختران صهیون بیرون می‌رفتند و برای دختر یفتاح جلعادی چهار روز ماتم می‌گرفتند.

یفتاح (عبری: יפתח به معنی «او باز خواهد کرد») پسر جلعاد از شخصیت‌های عهد عتیق و نهمین داور بنی‌اسرائیل است که نام او در کتاب داوران ذکر گشته‌است.هنگامی که بین اسرائیل و عمونیان جنگ شد، شیوخ جلعاد تصمیم گرفتند یفتاح را که از قبیله منسی -مَنَسَی پادشاهی که پنجاه و پنج سال در اورشلیم سلطنت نمود- بود، به ریاست و داوری برگزینند. هنگام جنگ، یفتاح نذر کرد که اگر پیروز شد هر چه از در خانه‌اش بیرون آید، برای خداوند در روز قربانی سوختنی تقدیم کند. پس از پیروزی به شهرش مصپه بازگشت، و نخستین کسی که از خانه‌اش بیرون آمد؛ تنها دخترش بود. یفتاح مضطرب شد اما دختر پذیرفت که برای خداوند قربانی شود اما دو ماه فرصت خواست تا برای بکارت خود به کوهستان رفته، در آن‌جا ماتم گیرد. پس از دو ماه که دختر یفتاح به مصپه بازگشت، زمان عید قربانی فرارسید و یفتاح یگانه دخترش را به خداوند پیشکش کرد.
پس از آن مردان افرایم به بهانه این‌که در جنگ با بنی‌عمون به لشکر راه نیافته بودند؛ به یفتاح اعلام جنگ کردند. یفتاح لشکر جلعاد را به جنگ با افرایم فرستاد، و مردان افرایم شکست خوردند. مدت حکمرانی یفتاح بر بنی‌اسرائیل شش سال بود؛ یفتاح در ۴۸ سالگی درگذشت و در یکی از شهرهای جلعاد به خاک سپرده شد.